# کردهای خراسان

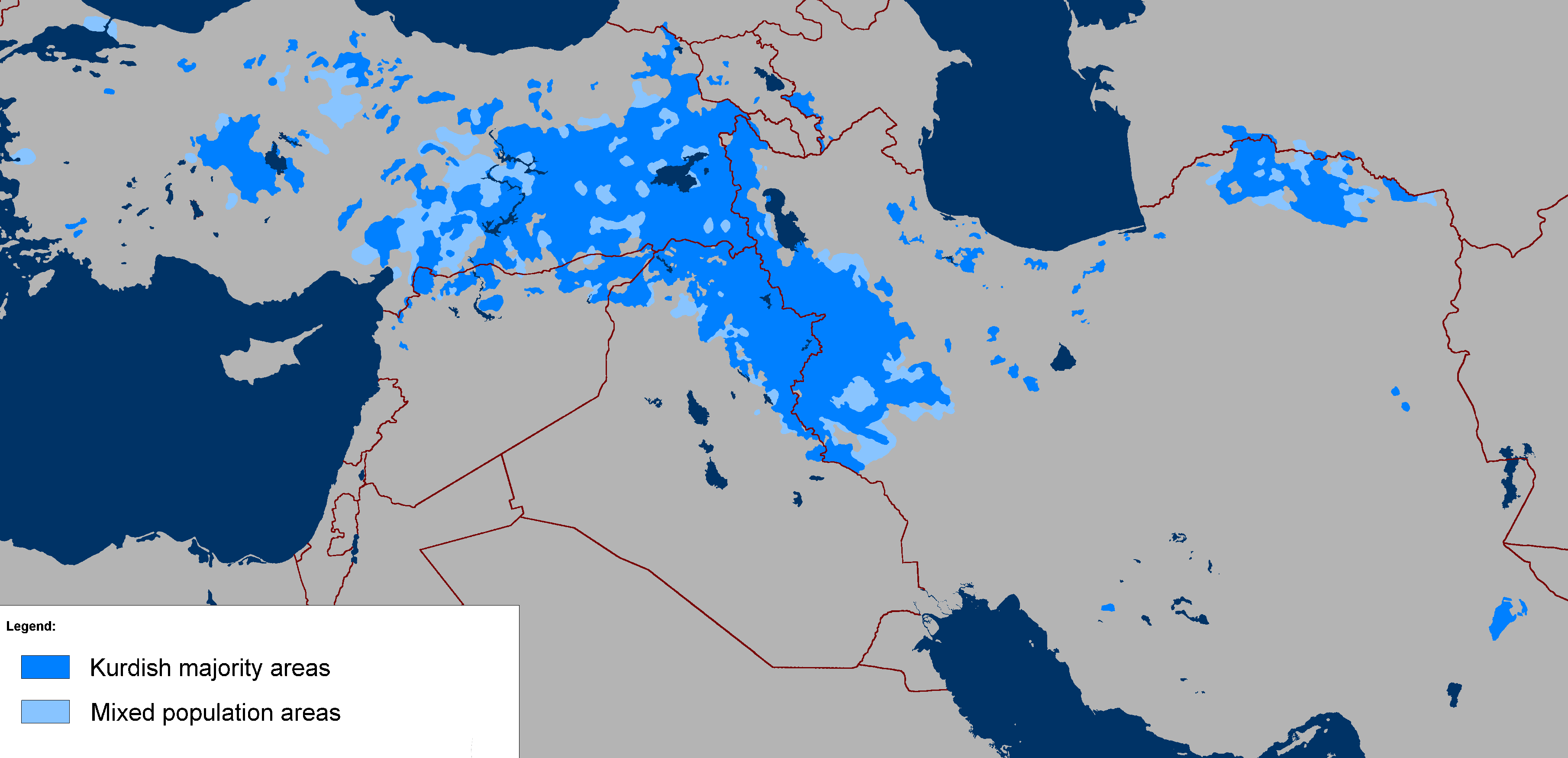
پراکنش اقوام کرد در خاورمیانه.

کُردهایِ خُراسان بخشی از مردم کرد ایران‌اند که پراکنش آنان در منطقه شمال خراسان است. این منطقه با نام کردخانه یا خُراسانِ کُردیه شناخته می‌شود. زبان مردم این منطقه کردی کرمانجی و دین آنان اسلام شیعه است.
جمعیت کردهای خراسان به استناد به برخی از آمارهای تا یک میلیون نفر برآورد می‌شود.

## پیشینه
مردم کرد منطقهٔ خراسان بنا به منابع تاریخی نوادگان کردهایی هستند که در زمان شاه عباس از منطقه غرب دریاچه ارومیه به این نواحی برای نگاهداری از مرزهای ایران کوچ داده شدند و بنا به روایتی دیگر شاه عباس آنان را به خاطر تضعیف سرکشی خان‌های کرد و بکار بردن آنان در مقابله با حملات بی‌امان ازبکان، مغول و ترکمن به خراسان بزرگ کوچاند. کردها قبل از زمان صفویه نیز در خراسان سکنی داشته‌اند. خاطرات دعبل خزائی در راه عبور و رسیدن به مرو و برخورد او با کُردی‌های علوی، خاطرات تیمور درکتاب منم تیمور جهانگشا، که در مسیر قوچان به گروهی برمی‌خورد؛ که می‌گویند: ما کُردیم و همزمان با دورهٔ تیمور، کلاویخو نیز در سفرنامهٔ خود اشاره به وجود کردها در خراسان می‌نماید. پس دلیل بر وجود کردها پیش از زمان صفویه در خراسان است

## جغرافیا
این منطقه در شمال خراسان در ایران قرار گرفته است. این اقوام شامل حدود ۲۲ ایل یا طوایف مهم کردی است. اکنون این منطقه با توجه به تقسیمات سیاسی ایران جزئی از استان‌های خراسان شمالی، خراسان رضوی و گلستان به حساب می‌آید. شهرهای حاشیه رودخانه اترک به ترتیب قوچان، باجگیران فاروج، شیروان، بجنورد و آشخانه و در دیگر قسمت‌ها درگز، اسفراین، کلات، مشهد، نیشابور و چناران دارای اقوام کرد می‌باشند. بیشترین جمعیت کردنشین در شهرهای بجنورد، قوچان، شیروان، فاروج و اسفراین و درگزوآشخانه  می‌باشند.

## مردم
در استان خراسان شمالی حدود ۴۶٫۱ درصد و در استان خراسان رضوی ۴/۲ درصد از جمعیت را بر اساس نظرسنجی در سال ۱۳۸۹  کردها تشکیل می‌دهند که یکی از گروهای قومی این استان‌اند. اینان شیعه مذهب هستند. حدوداً ۲۲ قبیله مهم و ۱۲۲ گروه از این قومیت در خراسان ساکن‌ اند. کردهای خراسان از شاخه کرمانجها هستند و به زبان کردی کرمانجی سخن می‌گویند. یکی از عمده ویژگی‌های قوم کرمانج خراسان شمالی که افراد این قوم را از دیگر اقوام ممتاز می‌کرده پوشش مردان و زنان این قوم بوده است که اکنون تنها به عنوان زینت به کار برده می‌شود. تنها بعضاً این پوشش اصیل کرمانجی در میان زنان عشایر، آن هم زنان مسن‌تر، دیده می‌شود و گاه نیز اهالی خطه خراسان شمالی در مجالس جشن و شادی اقدام به پوشیدن لباس‌های کرمانجی می‌کنند.
- ایل مرادخانی( که به حسین‌زاده شهرت دارند) و بزرگ‌ترین ایل در شیروان هستند
- ایل توپکانلو در شیروان، قوچان، فاروج، مشهد، سبزوار و جوین
- ایل عمارلو در نیشابور
- ایل مژدکانلو در نیشابور
- ایل زعفرانلو در قوچان، فاروج، شیروان، درگز، و مشهد ساکن هستند. (ایل توپکانلو از زیر شاخه‌های ایل زعفرانلو می‌باشد)
- ایل زنگنه در سبزوار، خوشاب، جوین و جغتای
- ایل کیوانلو بخش چادرنشین آن در کوه‌های شاه جهان و هزار مسجد و بخش یکجانشین آن در جلگه میان مشهد و قوچان و کلات و درگز و در جغتای و ریواده
- قوچان:طوایف زعفرانلو، برانلو، آرامانی، سعدانی، کیوانی، عمارلو، شادی، بچاوند، باوه نور در قوچان که همگی از ایل بزرگ حسنلو هستند. شیخ امیرانی، سووانی، پیچپرانی، شامی، بهادرانی. ایل توپکی‌ها، تیتکانی، حمزه یی، رشوانی، رودکانی، زیدانی
- بجنورد: شادلو و دوانی در مزوج و بجنورد
- رادکان: کاوانلو
- تیتکانلو: ایل تیتکانلو که شاخه ای از ایل زعفرانلو می‌باشد
- اردلان: شارلو، گوشانلو، ترسانلو، بادللو
- شیروان:طایفه شامالی که طایفه بزرگ و از قدیم جنگاور هستند.

## دلایل عمده انتقال کردها از غرب ایران به خراسان
1. پی آمد جنگ چالدران؛ به دنبال پیروزی عثمانی‌ها در جنگ چالدران، آنها،رفتار بی رحمانه‌ای با کُردها پیش گرفتند. به دنبال این رفتار و قتل‌عام‌ها، مهاجرت کردها به مناطق داخلی ایران فزونی گرفت و گروه زیادی از طوایف به این مناطق کوچیده یا کوچانیده شدند.[۳۳] شاه طهماسب یکم، منصب امیر الامرایی تمام کُردهای درون ایران و حکومت مناطقی از ایران را به رئیس خلیل خان بیگ، طایفه سیاه منصور سپرد. جمعیت زیاد این کُردها و دام‌های آنها از یک سو، و محدود بودن مراتع برای آنها باعث بوجود آمدن مشکلات زیادی برای آنها و بومی‌های آن مناطق شد.[۳۳] از این رو به دلیل آنکه خلیل خان بیگ توانایی کنترل مناطق زیر فرمانش را نداشت، شاه طهماسب اول ناگزیر دستور انتقال برخی از آنها را به خراسان داد.[۳۴] منشی اسکندر بیک نیز، همین روایت را تقریباً تأیید می‌کند.[۳۵]
2. در پی نافرمانی‌ها و شورش‌های سران عشایر غرب دریاچه ارومیه، شاه در پی آن آمد، در جهت تضعیف قوای آنان دست به تبعید و کوچاندن اجباری کردهای آنجا بزند.
3. دفاع از مرز و مقابله باشرارت دشمنان شرقی؛ برخی شرق شناسان و ایران شناسانی که از مناطق شمالی خراسان گذر نموده‌اند بااشاره مختصر به تاریخ کردها بر این نظر متفقند که شاه عباس برای صیانت ازمرزهای شمالی خراسان کردها را به این مناطق کوچ داد.
4. حمایت از عشایر؛ عدم مراقبت صحیح دولت از این گروه که در نواحی مرزی روسیه و عثمانی ساکن بودند موجب می‌شد گاهی اوقات این عشایرکه ازسرحدداری خسته می‌شدند، به آن سوی مرزهای ایران هجوم برده و مبادرت به دستبرد نمایند. عکس این اتفاق نیز محتمل بودو لذا حکومت مرکزی برای حمایت ازعشایر وپاسخگویی به شکایات مرزنشینان، اقدام به جابجایی برخی از این کوچندگان کرد.[۳۶][۳۷][۳۸]

## فرمانروایان کرد خراسان از زمان شاه اسماعیل صفوی تا رضاشاه پهلوی
- حاج رستم بیگ چشمگزگ که در دشت چالدران به امر سلطان سلیم امپراتور ترک عثمانی با یارانش به قتل رسید.
- شاه علی خان کرد چشمگزگ که همراه شاه عباس در سال ۱۰۰۰ قمری وارد خراسان شد.
- شاهقلی سلطان میرایل جلیل چشمگزگ و امیرالامراء اکراد سال ۱۰۱۱ قمری
- یوسف خان سلطان، میرایل جلیل چشمگزگ ۱۰۳۷ قمری
- مهراب بیگ فرزند شاهقلی سلطان، ملقب به وکیل الاکراد(۱۰۳۸ قمری)
- ژالو مهراب دختر بگ وکیل الاکراد (۱۰۶۹ قمری) اولین زن فرمانروایان در اجتماع اکراد ایران
- سام بگ سپهسالار و پدر زن نادرشاه (وکیل الاکراد)
- محمد حسین خان ایلخانی ۱۲۴۸ قمری معاصر نادرشاه و شاهرخ امیر گونه خانه ایلخانی معاصر شاهرخ نادری و آغامحمد خان قاجار
- رضا قلی خان ایلخانی مقتدرترین خوانین ایرانی متوفی ۱۲۴۹در تبعید آذربایجان سام خان ایلخانی فاتح امیر حسین خان شجاع الدوله نجفعلی خان کردشادلو نخستین ایلخانی بجنورد سال ۱۲۴۸ قمری
- هرات ملقب به شجاع الدوله متوفی ۱۳۱۱ قمری جعفرقلی خان شادلو ایلخانی مقتدر ملقب به سهام الدوله
- ایلخانی زعفرانلو مسعود ۱۲۷۵ قمری حاکم بجنورد و استرآباد مسموم ۱۲۷۸
- محمد ناصرخان شجاع الدوله پسر امیر حسین خان بنیان‌گذار شهر ناصری (شهر جدید قوچان) متوفی ۱۳۲۰ قمری
- حیدر قلی خان سهام الدوله برادر جعفر قلی
- خان مسعود شجاع الدوله در سال ۱۲۸۸ قمری متولد در فاروج
- عبدالرضا خان شجاع الدوله یا محمد خان سهام الدوله (سردار مفخم) متوفی ۱۳۳۸ قمری برادرزاده حیدر قلی خان و متوفی ۱۳۲۲ قمری
- امیر حسین خان شجاع الدوله زعفرانلو حاکم بجنورد و استرآباد که آخرین حکم ایلخانیگری را از عزیزالله خان سالار مفخم (سردار معزز)

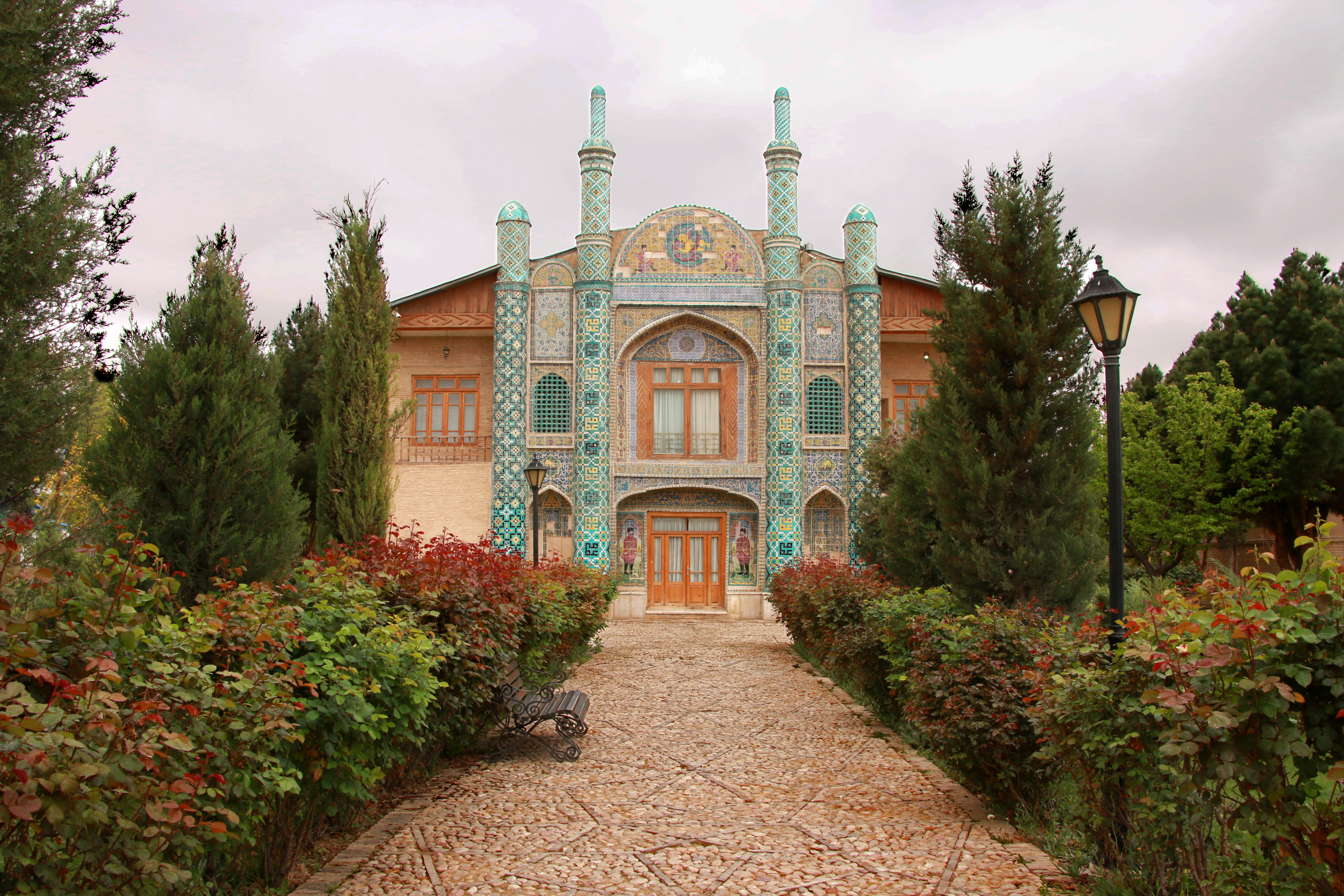
عمارت آیینه خانه سردار مفخم در بجنورد

از زمان درگذشت آخرین ایلخان زعفرانلو در سال ۱۳۳۹، جامعه کوچ نشینی کردهای خراسان عملاً یک پیکر بدون سر است و نه دستگاهی با سلسله مراتب معین دارد و نه رئیسی که همه از وی اطاعت کنند … درحالی که حداقل به مدت دو قرن، اداره و رهبری جامعه کرد خراسان به عهده دستگاهی با سلسله مراتب مشخص بود که در راس آن یک یا دو ایلخان قرار داشت که یکی از آن‌ها در شهر قوچان (فرهاد خان توپکانلو، علی محمد خان توپکانلو) و دیگری در بجنورد و گاهی نیز در شیروان مستقر بودند؛ ولی امروزه روابط بین طوایف و حتی بین محله‌های یک طایفه به حداقل خود رسیده است.
اما از چند دهه پیش امنیت منطقه توسط دولت مرکزی تأمین می‌شود و ژاندارم‌ها کوچ نشینان را خلع سلاح نموده و خصومت‌ها و ستیزها را خاموش کرده‌اند.

## آداب و رسوم عروسی

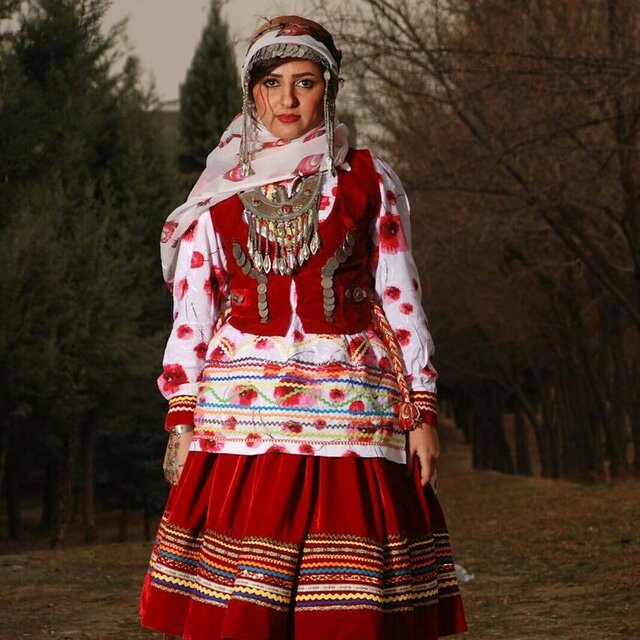
پوشش محلی خراسانی دختر کُرد کرمانج در شیروان

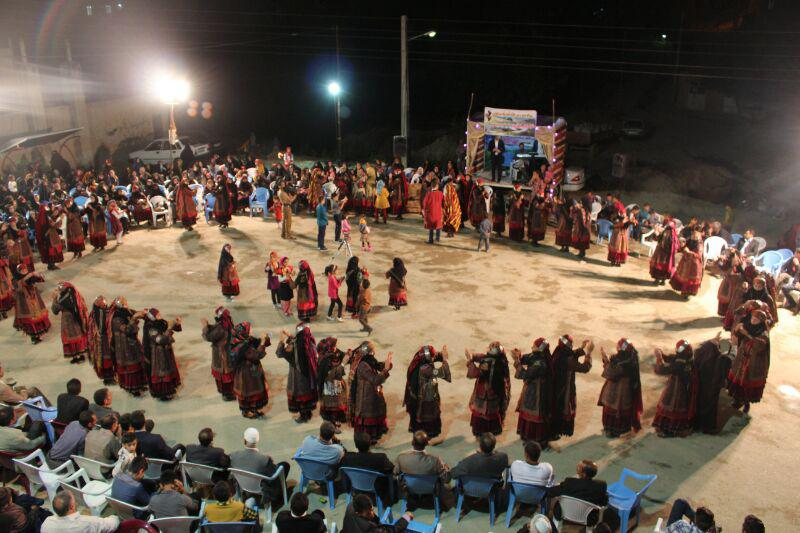
رقص محلی روستای پل گرد (پلگرد)/هزارمسجد/درگز

عروسی کردهای خراسان امروز فراتر از عروسی‌های رایج است و عملاً به جشن بزرگ و همایش فرهنگی در منطقه تبدیل شده است. حضور جمعیت از شهرهای مختلف، هنرنمایی هنرمندان گوناگون، تجلیل از سرآمدان موسیقی وفرهنگ منطقه در برخی عروسی‌ها حضور زنان با لباس زیبا و رنگارنگ محلی، شعر خوانی شاعران محلی و توجه ویژه به استفاده از نمادهای بومی-محلی در تزیین جایگاه و محیط عروسی و بهره‌گیری از سنت‌های نیک شه واش (شادباش) و دیگر آیین‌های عروسی سبب شده است که هر عروسی به یک جنگ بزرگ فرهنگی و هنری منطقه تبدیل شود و سی دی این عروسی‌ها در کوتاهترین زمان و در سطح وسیعی مورد استفاده خانواده‌ها قرار گیرد و گاه یک عروسی سنتی فراتر از یک شهر و استان مورد استقبال قرار گرفته است.
در قدیم عروسی‌های کردی سه شبانه روز و بنا به برخی نظرها و نوشته‌ها از جمله کتاب رامشگران شمال خراسان هفت شبانه روز به طول می‌انجامیده.
به علت تغییر شرایط زندگی بیشتر عروسی‌های کردی در یک شبانه روز برگزار می‌شوند.

## موسیقی کردی خراسان
موسیقی کردی خراسان بسیار شبیه موسیقی دیگر مناطق فارسی‌زبان خراسان است که سراسر شمال خراسان، یعنی از سرخس تا شمال گنبد کاووس (از مشرق به مغرب) و از باجگیران و درگز تا نیشابور و سبزوار (شمال به جنوب) را در بر می‌گیرد، از اصالت و ویژگی خاصی برخوردار است. گاهی شنونده را به اوج عرفان و معنویات و عالم ملکوتی سیر می‌دهد. زمانی در غم، هجران و سوز و گداز، اشک چشم شنونده را سرازیر می‌کند و زمانی، به اوج شادی، رقص و پایکوبی وامی‌دارد. این اصالت و گستردگی، از تاریخ پر فراز و نشیب و سرزمین‌های پست و بلند، کوهستان‌ها، جلگه‌ها، کوچ‌ها و جابجایی و برخورد با اقوام و ملل مختلف، طبیعت و آبشارها، نغمه پرندگان و…نشأت گرفته است. موسیقی کردی خراسان چهار جنبه دارد:۱-دینی ۲-رزمی ۳-بزمی ۴- سوگی. هر یک از این چهار اصل نیز به مقام‌ها، آهنگ‌ها و شاخه‌های متعددی تقسیم می‌گردد. سازهای زهی رایج در میان کردهای خراسان عبارتند از: کمانچه، دوتار، شش‌تار و... سازهای بادی که در میان کردهای خراسان رواج داشته است و دارد عبارتند:۱-کرنای ۲-سرنا ۳-شاخ نفیر ۴-نی هفت بند ۵-دوزله (قوشمه یا دوسازه) ۶-نای نوازان می‌باشد.

## طبقه‌بندی گروه‌های هنری کرد خراسان
1. عاشق‌ها: نوازندگان که این شغل را پدر بر پدر، به میراث برده‌اند و به صورت موروثی و نژادا عاشق نوازنده هستند. سازهای آن‌ها عبارتند از کرنا، سرنا (پیق)، دهل، دوزله (قومشه) و کمانچه. آن‌ها کار نوازندگی و آموزش رقص به جوانان را بر عهده دارند. خوانندگی و سرایندگی، جزو وظایف آن‌ها نیست. اجرای نمایش معروف به «توره» نیز از وظایف آنهاست.
2. بخشی‌ها: بخشی به کسی گفته می‌شود که نوازنده چیره‌دست دوتار باشد و نیز اشعاری را که می‌خواند خود شخصاً بسراید و آواز خوب بخواند؛ یعنی شاعر، نوازنده و خواننده باشد. واژه بخشی، از کلمه بخشش و موهبت الهی آمده است و شامل حال چنین افراد برجسته‌ای می‌شود و با معنای ذیل کلمه بخشی، که در فرهنگ مصاحب آمده، ارتباطی ندارد.
3. بلیروان‌ها: نی نوازانی هستند که بیشترشان به صورت شبانان و چوپانان، در فضای باز کوهستان به نواختن و فراگیری آن اقدام می‌کنند و گله گوسفندان یا شتران را با آوای نی خود، به چرا و حرکت وامی‌دارند. نی از زیباترین و اصیل‌ترین آلات موسیقی کردهای خراسان است.
4. لوطی‌ها: مردمانی آواره، سرگشته و بی قید و بند به دنیا هستند. تنها ساز آنها، دپ یا همان دایره است. بیشتر اشعار هزل و هجو می‌خوانند و از ستمگران و صاحبان زور و زر انتقاد می‌کنند، در گذشته، اخبار ایلات و عشایر ولایات را از نقطه‌ای به نقطه دیگر،انتقال می‌دادند و در واقع کار رادیو و تلویزیون کنونی را انجام می‌دادند. آن‌ها مصونیت سیاسی داشتند و هیچ‌کس حق آزارشان را نداشت.
5. لولوچی‌ها: آوازه خوان‌های غیر حرفه‌ای هستند که معمولاً در جوانی یا به مناسبت حال، همراه با تار بخشی‌ها یا ساز عاشق‌ها، یا بدون ساز آواز می‌خوانند. لولوچی‌ها، بابت کار خود، حق گرفتن دستمزد ندارند و مصونیتی هم شامل حال آن‌ها نمی‌شود و باید پاسخگوی آنچه که می‌خوانند، باشند.[۵۹][۶۰][۶۱][۶۲][۶۳][۶۴][۶۵][۶۶][۶۷][۶۸]

## پوشاک
لباس زن کرمانج خراسان شمالی ترکیبی از گراس (goras)، شیلوار، کله (kolle)و نظامی است. بالاتنه که در اصطلاح کرمانجی «گراس» نامیده می‌شود و دامن که در اصطلاح کردی «پارچه» و «شیلوار» نامیده می‌شود، دو قسمت اصلی لباس کرمانجی هستند. بالاتنه لباس، «گراس» نامیده می‌شود که پیراهنی ساده است و یقه خاصی ندارد. «کله» پوششی است از جنس پارچه مخمل که بر روی گراس پوشیده می‌شود. برای کله از پارچه مخمل با رنگ‌های تند و گرم مثل قرمز و سبز و بنفش استفاده می‌شود. این لباس با سکه‌های تزیینی که در اصطلاح کرمانجی «دراو» نامیده می‌شود با تعبیه حلقه بر روی سکه، تزیین می‌شود. سکه‌های متعدد بر روی کله، هنگام راه رفتن، صدایی موزون تولید می‌کند. به حاشیه یقه، جیب‌ها و سر آستین‌های کله، نوارهایی زیگزاگ با رنگ‌های تند، دوخته می‌شود.
زن کرمانج برای پوشش سر از (پشمی) که امروز به روسری موسوم است و شالی مخصوص استفاده می‌کند، این سرپوش‌ها حتی روی چهره زن به جز چشمان را می‌پوشاند.